# Pierre Carrier-Belleuse
Pierre-Gérard Carrier-Belleuse (Parigi, 28 gennaio 1851 – Parigi, 29 gennaio 1932) è stato un pittore francese.
Noto soprattutto come pittore delle ballerine dell'Opera, gli si devono anche numerosi paesaggi e tre "panorami".

## Biografia
Pierre Carrier-Belleuse era figlio del pittore Albert-Ernest Carrier-Belleuse e di Louise Anne Adnot. Suo fratello Louis-Robert Carrier-Belleuse, fu anch'egli pittore e scultore. Studiò alla Scuola di Belle arti di Parigi, dopo essere stato allievo di suo padre e poi di Alexandre Cabanel.
Nel 1875 espose per la prima volta al Salon, dove, nel 1897, ricevette una menzione d'onore. All'Expo di Parigi del 1889 ottenne invece una medaglia d'argento.
Al pari di suo padre, il suo soggetto preferito fu la donna. I suoi disegni e i suoi pastelli che ritraevano le ballerine furono spesso riprodotti nel "Le Figaro illustré". Entrò nella "Société nationale des beaux-arts" nel 1890 e cinque anni dopo venne eletto presidente della "Société internationale de peinture et de sculpture".
Dal 1885, lavorò unicamente con i pastelli e quello stesso anno sposò Thérèse Duhamel-Surville, nipote di Honoré de Balzac. Dal matrimonio nacque una figlia, Pierrette. Dipinse spesso nella Côte d'Opale, dove possedeva una villa sulla cima di una scogliera, a Wissant. Le dune sottostanti gli fornirono spesso la cornice ideale per i suoi lavori. 
Pierre Carrier-Belleuse morì a Parigi nel 1932, a 81 anni.

### I panorami
- Il Panorama di Notre Dame de Lourdes, (1881)
- Il Panorama di Giovanna d'Arco (1889), si componeva di otto quadri rappresentanti ciascuno una scena dell'epopea della santa. Si poteva ammirare Giovanna nel suo giardino mentre ascolta le sue "voci", il re Carlo VII, l'assedio di Orléans (1428-1429), la battaglia di Patay, la cavalcata verso Reims, la cattura di Giovanna, la piazza di Rouen, e infine Giovanna d’Arco sul rogo.
- Il Panthéon de la guerre (1914-1916). Realizzato in collaborazione con Auguste François-Marie Gorguet e l'assistenza di una ventina di artisti, era il più grande quadro del mondo (45 m di altezza e ben 402 m di larghezza). Comprendeva quasi 5 000 ritratti di personaggi della prima guerra mondiale, sia francesi che alleati. Quest'opera è stata esposta in un edificio costruito appositamente, a fianco dell'hôtel des Invalides a Parigi.

## Opere principali
- Fantasia, Museo Crozatier a Puy-en-Velay, 1874.
- Schizzo per un monumento: aquila che protegge sotto le ali un giovane nuda,  Museo del Louvre, 1883.
- Émile Jean Deschanel da bambino,  Museo delle Belle Arti di Rennes,  1913,
- Nudo sdraiato,  Collezione privata, Milano, 1899.
- Panorama di Notre Dame de Lourdes, 1881.

## Opere nelle collezioni pubbliche
- Le Puy-en-Velay, Museo Crozatier, Fantaisie, 1874[2]
- Lourdes, collezioni municipali, Panorama de Notre Dame de Lourdes, 1881
- Marsiglia, Museo di belle arti di Marsiglia, Le Miroir, pastello.[3]
- Petit Palais : Sur le sable de la dune, pastello, 1896
- Rennes, Museo di belle arti: Émile Jean Deschanel, enfant, 1913[4].

## Galleria d'immagini

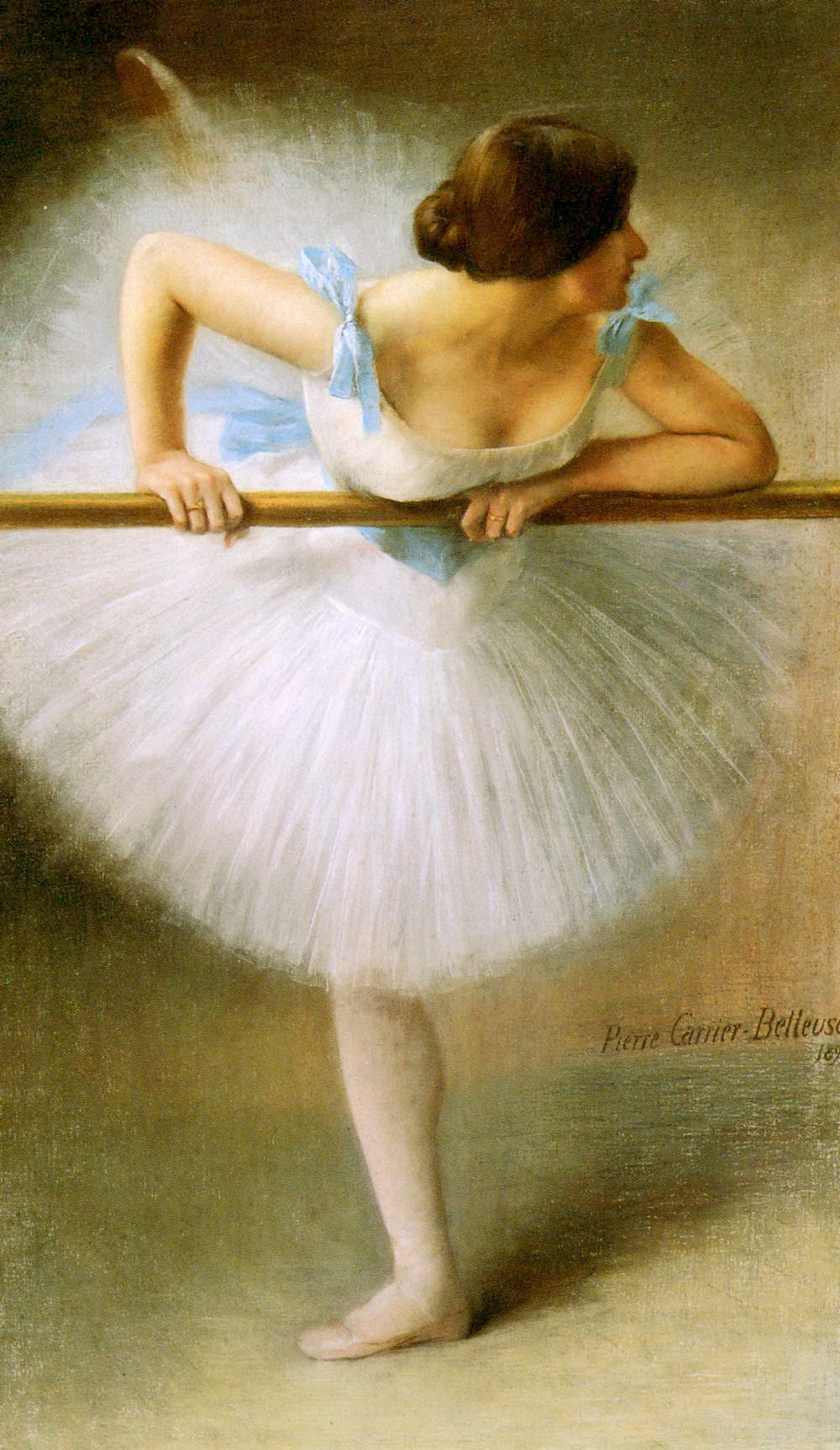
Ballerina
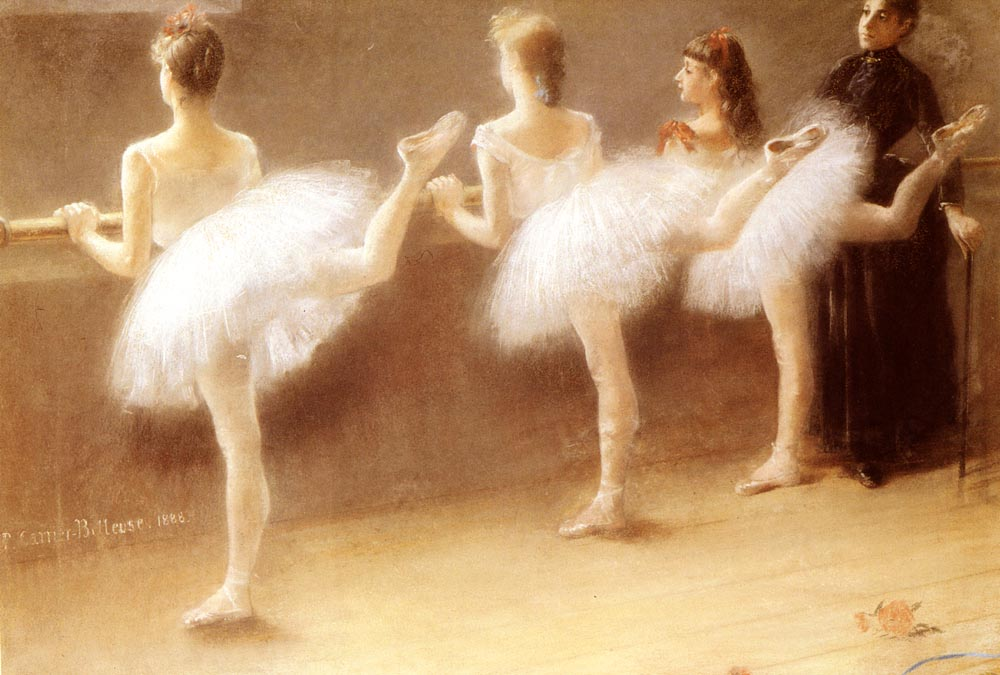
Alla sbarra
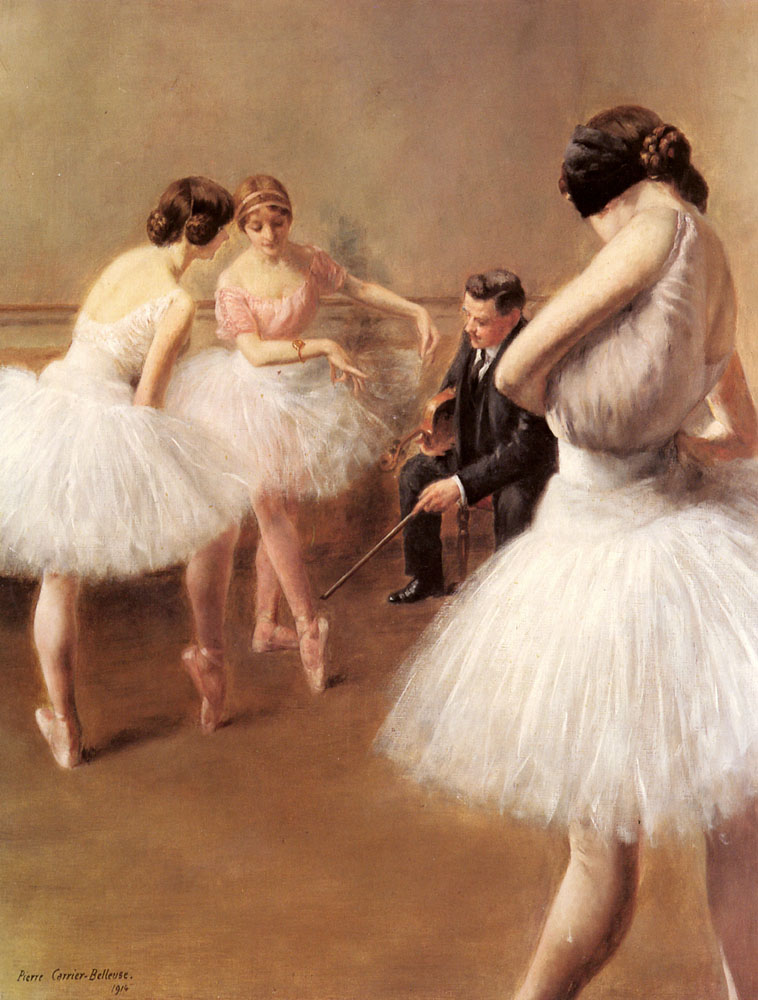
La lezione di ballo
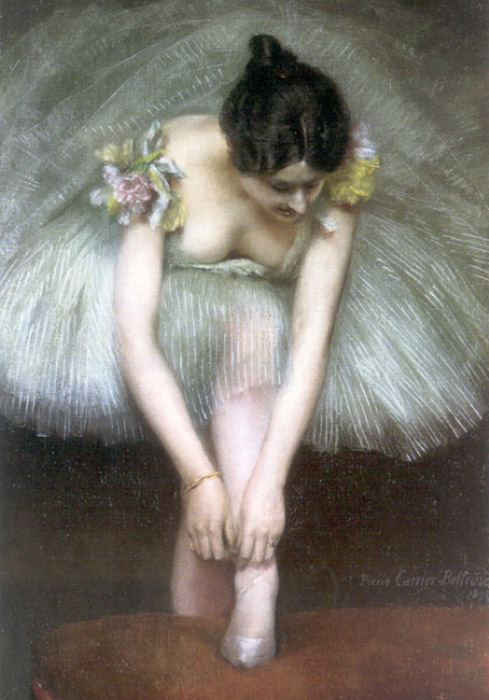
Prima del Ballo
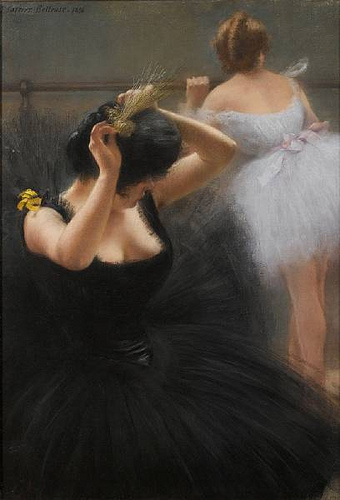
Ballerine

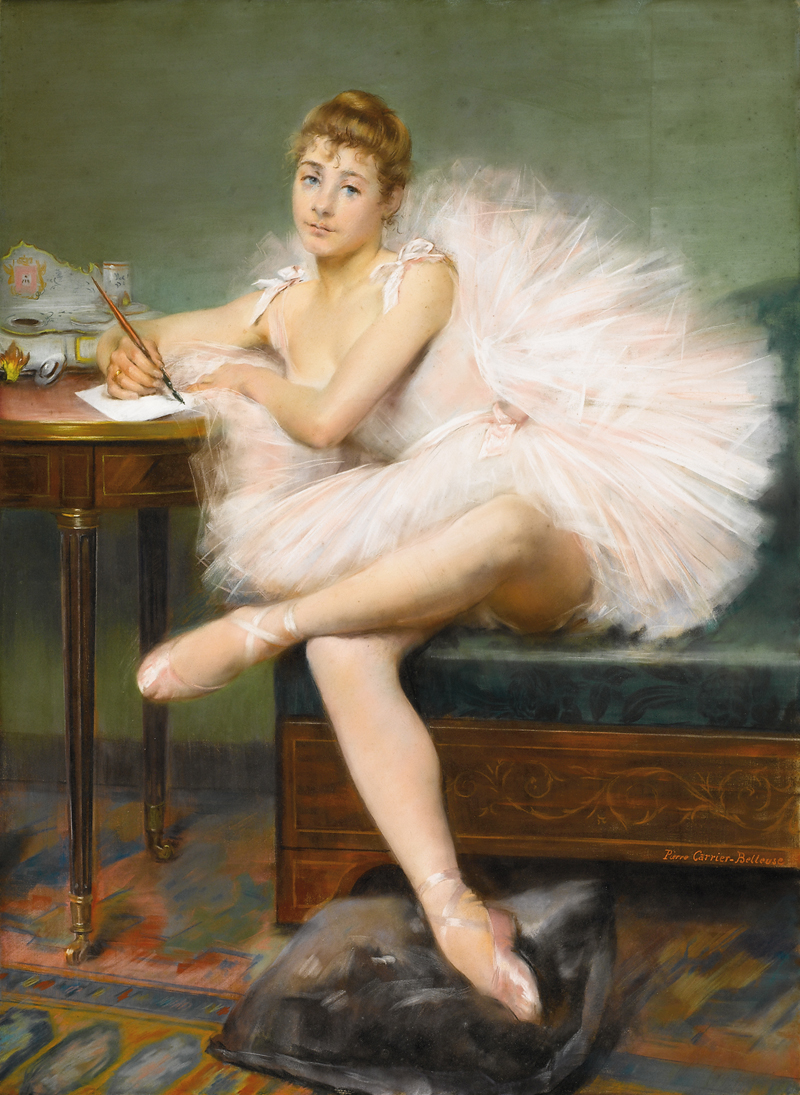
La lettera
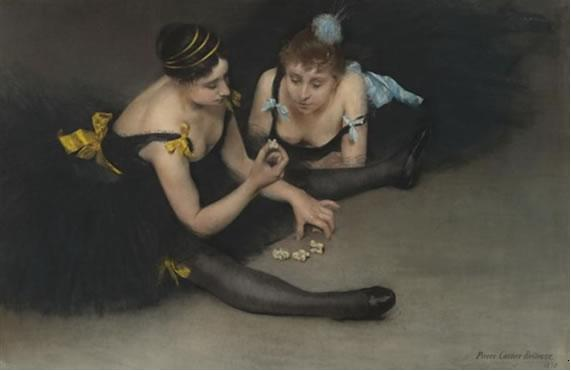
Due ballerine
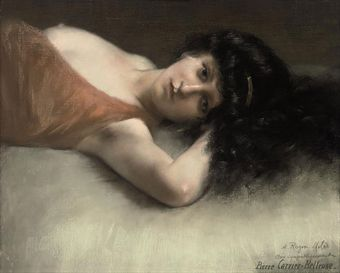
Nudo sdraiato
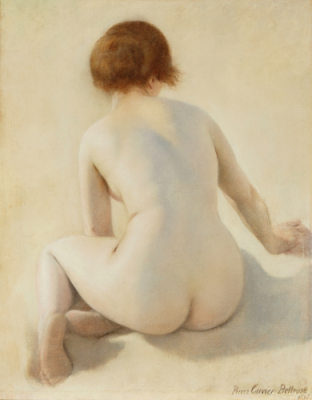
Nudo